# لوكاس رودريغوس
لوكاس رودريغوس هو لاعب كرة قدم برازيلي، ولد في 27 أغسطس 1999 في ساو باولو في البرازيل. لعب مع موريرينسي.

## وصلات خارجية
- لوكاس رودريغوس على موقع قاعدة بيانات كرة القدم.إي يو (الإنجليزية)
- لوكاس رودريغوس على موقع Soccerway.com (الإنجليزية)